# Chamaesphecia lemur
Chamaesphecia lemur là một loài bướm đêm thuộc họ Sesiidae. Loài này có ở Madagascar.